# Atelopus nanay
Atelopus nanay es una especie de anfibios de la familia Bufonidae. Es endémica de Ecuador.
Su hábitat natural incluye praderas tropicales o subtropicales a gran altitud, ríos, marismas de agua dulce, y nacientes. Está amenazada de extinción por la pérdida de su hábitat natural. Se creía extinta hasta el reciente descubrimiento de varios especímenes. Se encuentra en peligro muy grave de extinción.